# Luca Zanforlin
Luca Zanforlin (* 4. März 1965 in Ferrara) ist ein italienischer Fernsehmoderator und Drehbuchautor.

## Fernsehauftritte
- Ore 12 – Con Gerry Scotti
- Perdonami – Con Davide Mengacci
- Iva Show – Con Iva Zanicchi
- Una goccia nel mare – Con Mara Venier
- 30 ore per la vita – Con Lorella Cuccarini e Marco Columbro
- Il brutto anatroccolo – Con Amanda Lear
- Meteore – Con Gene Gnocchi
- Bigodini
- Tempo di Musica
- Un'italiana per Miss Universo – Con Elenoire Casalegno
- Super – Con Elenoire Casalegno
- Testarda io – Con Iva Zanicchi
- Popstars
- Quantestorie
- Amici di Maria De Filippi
- Nokia Amici in Tour

## Werke
- A un passo dal sogno.Il romanzo di Amici, Segrate, Arnoldo Mondadori Editore, 2007.
- Fra il cuore e le stelle, Segrate, Arnoldo Mondadori Editore, 2008.
- Vola via con me.Il nuovo romanzo di Amici, Segrate, Arnoldo Mondadori Editore, 2009.
- Testa o cuore.Il romanzo di Amici, Segrate, Arnoldo Mondadori Editore, 2011.
- Denise la cozza, Segrate, Arnoldo Mondadori Editore, 2011.
- Molto più che Amici, Segrate, Arnoldo Mondadori Editore, 2012.
- Se ci credi davvero, Segrate, Arnaldo Mondadori Editore, 2013.